# Bourges
Bourges (ejtsd: burzs) Franciaország közepén, a Yèvre (ejtsd: jevr) folyó partján fekvő város. A Centre-Val de Loire régióban található Cher megye székhelye. Franciaország kulturális és történelmi városa címet viseli.

## A név eredete
A város elnevezése egyrészt adódhat az itteni őslakosok, a biturigek nevéből, vagy a germán Burg (francia: Bourg, spanyol: Burgos, egyéb: Burgh, Berg, Borough) szóból, aminek jelentése vár, illetve falu. Latin neve Avaricum, kelta neve Avariko volt.

## Történelme
Ősi érseki székhely. A 7. század második felétől a Borgues-i főegyházmegye Akvitánia középső és északi részeinek püspökségeit fogta össze.
762-ben az utolsó akvitán felkelést leverő Kis Pipin ostromolta meg — ehhez egyebek közt védműveket épített a város körül és földdel töltötte fel a falak tövét, hogy ezekre a rámpákra tolják fel az ostromgépeket. Chunibert gróf végül megadta magát.
A római katolikus egyház több zsinatot is tartott a városban:
- az 1031-es zsinat alapvetően kánonjogi kérdésekkel foglalkozott;[3]
- az 1225-ös zsinat a kathar (albigens) eretnekség letörésére keresztes hadjárat vezetésével bízta meg VIII. (Oroszlán) Lajos francia királyt.

Itt bocsátotta ki 1438-ban VII. (Győzedelmes) Károly francia király a városról elnevezett pragmatica sanctiót a gallikanizmus alapelveivel (ide értve az episzkoplaizmust is.

## Legfőbb látnivalói
- Saint-Étienne-székesegyház, a világörökség része
- Maurice Estève Múzeum
- az Yèvre és a Voiselle folyók mocsárvidéke
- gall–római falak romjai

## Testvérvárosai
- Augsburg, Németország
- Aveiro, Portugália
- Forlì, Olaszország
- Koszalin, Lengyelország
- Palencia, Spanyolország
- Peterborough, Egyesült Királyság
- Joskar-Ola, Mariföld Oroszország